# Instituto de Fomento Pesquero
El Instituto de Fomento Pesquero (IFOP) es una corporación de derecho privado sin fines de lucro y con un rol público, dedicada a la investigación científica en el área de las ciencias marinas (pesquerías, acuicultura, oceanografía, biodiversidad), y cuya misión es "asesorar la toma de decisiones de la institucionalidad de pesca y acuicultura nacional, mediante la elaboración de antecedentes científicos y técnicos de valor público para la administración y sustentabilidad de los recursos de la pesca, de la acuicultura y de sus ecosistemas".

## Historia
El Instituto de Fomento Pesquero fue creado en 1964 como corporación de derecho privado sin fines de lucro por la Corporación de Fomento de la Producción (Corfo), y la Sociedad Nacional de Pesca (Sonapesca), mediante un proyecto de asistencia técnica internacional en asuntos pesqueros entre el Gobierno de Chile, el Programa de Naciones Unidas para el Desarrollo (PNUD), y la Organización de las Naciones Unidas para la Agricultura (FAO).
Debido al crecimiento del sector pesquero en Chile, más adelante se crearon la Subsecretaria de Pesca y Acuicultura (Subpesca) en 1976 y el Servicio Nacional del Pesca y Acuicultura (Sernapesca) en 1978, organismos dependientes del Ministerio de Economía, Fomento y Turismo. El IFOP es el principal asesor de la autoridad en la administración y regulación de la explotación de los recursos marinos.

## Quehacer
El objetivo del IFOP es «apoyar la toma de decisiones de políticas de la institucionalidad pesquera nacional mediante la elaboración de antecedentes científicos y técnicos de valor público necesarios para la regulación y conservación de los recursos de la pesca, acuicultura y sus ecosistemas».
Es la plataforma de investigación para el asesoramiento a Subpesca, sobre la base de proyectos permanentes de seguimiento de la actividad por pesquería y evaluación acústica de la biomasa, información que alimenta el proceso de evaluación de stock que deriva a la estimación de Capturas Totales Permisibles (CTP) para la fijación de cuotas de pesca anuales por especies. 
En el sector de la acuicultura, el IFOP mantiene un programa de investigación de desarrollo tecnológico a través de su División con base en Puerto Montt y en Coyhaique.
El iFOP desarrolla un sistema de información taxonómica de la macrofauna bentónica asociado a centros de cultivo en Chile, llamado «Colección Chilena de Macrofauna Bentónica».
Para investigaciones en terreno, el IFOP cuenta con el buque científicio Abate Molina, donado por el gobierno de Japón en 1991, nombrado en homenaje al sacerdote jesuita y científico chileno Juan Ignacio Molina.

## Sedes
El Instituto cuenta con una sede central en la ciudad de Valparaíso y bases zonales distribuidas en los principales puertos y centros acuícolas a lo largo del país en: Arica, Iquique, Mejillones, Tocopilla, Caldera, Coquimbo, Valparaíso, San Antonio, Talcahuano, Puerto Montt, Calbuco, Ancud, Hueihue, Putemún, Puerto Chacabuco, Puerto Aysén, Coyhaique, Punta Arenas, Puerto Natales, Porvenir y Puerto Williams.
La División de Investigación en Acuicultura tiene su sede en Puerto Montt, al igual que el Centro de Estudios de Algas Nocivas (CREAN).

## Financiamiento
El 96 % de sus ingresos totales provienen de aportes estatales a través de los diferentes organismos a los que presta servicios de investigación y asesoría en el desarrollo de políticas pesqueras y acuícolas. El restante 4 % de sus ingresos proviene del sector privado, a través de la venta de servicios, destacando el servicio de pre-embarque de harina de pescado y estudios de evaluación de recursos al sector de pesca artesanal e industrial.